# Ralph Voltz
Ralph Voltz (* 4. Juni 1969 in Offenbach am Main) ist ein deutscher Zeichner und Illustrator, bekannt geworden durch seine Arbeit für Perry Rhodan.
Ralph Voltz ist der Sohn von William Voltz. Nach dem Tode seines Vaters zog er mit seiner Mutter nach Florida zu seinem Stiefvater Kurt Mahr. Der Kontakt zu Perry Rhodan wurde ihm schon in die Wiege gelegt. Noch sein Vater animierte Ralph Voltz zum Zeichnen. Schon bald lernte er die harte Welt der Kunst kennen. Nach dem Tode von Johnny Bruck († 1995) begann seine Arbeit für Perry Rhodan. Hier zeichnete er über 100 Titelbilder und diverse Innenillustrationen. Seit September 2004 widmet Ralph Voltz seine Arbeitskraft anderen Projekten. Unter anderem zeichnet er regelmäßig die Titelbilder für die deutsche Science-Fiction-Serie „Ren Dhark“.